# Júlia Sigmond
Júlia Sigmond (ur. 29 lipca 1929 w Turdzie, zm. 23 marca 2020 w Piacenzy) – rumuńska aktorka, pisarka i esperantystka.

## Życiorys
Siostra pisarza i poety Istvana Sigmonda. W 1949 roku ukończyła gimnazjum w Klużu-Napoce i tam w latach 1959–1984 pracowała w Teatrze Lalek. Jej mężem był Filippo Franceschi włoski nauczyciel, muzyk i esperantysta używający pseudonimu Sen Radin. Esperantystką została w 1956 roku. Współpracowała z pismem Monato, a w latach 1997–2000 była redaktorem naczelnym magazynu Bazaro. W latach 80. XX wieku przeprowadziła się do Włoch.

## Twórczość
Napisała ponad dziesięć książek w esperanto. W tym dwie Libazar’ kaj Tero i Kvodlibeto z mężem Senem Radinem.
- Mi ne estas Mona Lisa (2001)[5], 2nd ed.(2024), ISBN 9781882251469
- Kiam mi estis la plej feliĉa en la vivo? (2008)
- Novaj fabeloj pri Ursido Pu kaj Porketo (K-disc, 2008)
- Nomoj kaj sortoj (2011)
- Dialogo (2012)
- Libazar’ kaj Tero (2013)[6]
- Kvodlibeto (2015)
- Kvin geamikoj (2016)
- Fronto aŭ dorso (2017)
- Doloro (2017)
- Steĉjo-Fabeloj (2018)
- Dankon (2018)[7]
- 90 (2019)

## Nagrody
- W 2000 roku otrzymała pierwszą nagrodę w kategorii proza za książkę Mi ne estas Mona Lisa na 85. Światowym Kongresie Esperanto w Tel Awiwie[8]